# Mills Watson
Mills Watson (Oakland (Californië), 10 juli 1940) is een Amerikaans acteur. Watson is wellicht het bekendst door zijn rol als hulpsheriff Perkins in de serie B.J. and the Bear. Ook speelde hij uncle Buster in de serie Harper Valley P.T.A..
Watson speelde tweemaal het domme hulpje van een schurkachtige sheriff. Zo speelde hij naast Claude Akins in The Misadventures of Sheriff Lobo. In Up in Smoke speelde hij de stuntelige assistent van Stacy Keach.
Verder speelde Watson gastrollen in series als The A-Team, Airwolf, Hunter, Murder, She Wrote en M*A*S*H. Watson debuteerde in 1968 in een aflevering van Gunsmoke.
Zijn vooralsnog laatste rol speelde hij in 1992, in de telefilm Intruders.

## Filmografie
- Gunsmoke (televisieserie) – verschillende rollen (13 afl., 1968–1974)
- Mission: Impossible (televisieserie) – bewaker 3 (afl. "The Phoenix", 1968)
- Here Come the Brides (televisieserie) – verschillende rollen (3 afl., 1968–1970)
- The Mod Squad (televisieserie) – verschillende rollen (2 afl., 1968/1973)
- The High Chaparral (televisieserie) – verschillende rollen (2 afl., 1968/1970)
- The Virginian (televisieserie) – Sam Blount (afl. "Last Grave at Soccoro Creek", 1969)
- Bonanza (televisieserie) – verschillende rollen (2 afl., 1969/1971)
- ...tick...tick...tick... (1970) – Joe Warren
- Lancer (televisieserie) – Buck (afl. "Chad", 1970)
- San Francisco International Airport (televisieserie) – rol onbekend (afl. "We Once Came Home to Parades", 1970)
- The Interns (televisieserie) – Carter (afl. "The Oath", 1970)
- Hawaii Five-O (televisieserie) – Barney Banyon (afl. "The Double Wall", 1970)
- The Wild Country (televisiefilm, 1970, onderdeel van de anthologieserie Disneyland) – Feathers
- Lock, Stock and Barrel (televisiefilm, 1971) – Plye
- Alias Smith and Jones (televisieserie) – verschillende rollen (4 afl., 1971–1972)
- The Bold Ones: The Lawyers (televisieserie) – Yermo Hill (afl. "The Strange Secret of Yermo Hill", 1971)
- Longstreet (televisieserie) – Charles Murphy (afl. "There Was a Crooked Man", 1971)
- Heat of Anger (televisiefilm, 1972) – Obie
- Kung Fu (televisieserie) – Turpin (afl. "King of the Mountain", 1972)
- Cool Million (televisieserie) – rol onbekend (afl. "Assault on Gavaloni", 1972)
- Dirty Little Billy (1972) – Ed
- Ironside (televisieserie) – hulpsheriff Larry Davis (afl. "Ollinger's Last Case", 1973)
- Mystery in Dracula's Castle (televisiefilm, 1973, onderdeel van de anthologieserie Disneyland) – Noah Baxter
- Crime Club (televisiefilm, 1973) – Joey Parrish
- Charley and the Angel (1973) – Frankie Zuto
- Doc Elliot (televisieserie) – Emmett (afl. "And All Ye Need to Know", 1973)
- M*A*S*H (televisieserie) – Condon (afl. "Dear Dad...Three", 1973)
- Emergency! (televisieserie) – bankrover (afl. "Understanding", 1973)
- Papillon (1973) – bewaker
- Dirty Sally (televisieserie) – Potts (episode 1.4, 1974)
- The Migrants (televisiefilm, 1974) – Hec Campbell
- Shaft (televisieserie) – Kassner (afl. "The Murder Machine", 1974)
- The Midnight Man (1974) – Cash
- The Story of Pretty Boy Floyd (televisiefilm, 1974) – Shine Rush
- The Waltons (televisieserie) – Mr. Blake (afl. "The Conflict", 1974)
- The Rockford Files (televisieserie) – verschillende rollen (4 afl., 1974/1975, 1978/1979)
- Amy Prentiss (televisieserie) – rol onbekend (afl. "Prime Suspect", 1974)
- McCloud (televisieserie) – Elrod 'Hank' Cook (afl. "The Man with the Golden Hat", 1975)
- Adventures of the Queen (televisiefilm, 1975) – Jim Greer
- Attack on Terror: The FBI vs. the Ku Klux Klan (televisiefilm, 1975) – Dee Malcolm
- Police Story (televisieserie) – Dobbs (afl. "War Games", 1975)
- Dead Man on the Run (televisiefilm, 1975) – Father Sebastian
- The Kansas City Massacre (televisiefilm, 1975) – Frank 'Jelly' Nash
- Harry O (televisieserie) – Rusty (afl. "Group Terror", 1975)
- The Bionic Woman (televisieserie) – sheriff (afl. "Claws", 1976)
- Treasure of Matacumbe (1976) – Catrell
- The Invasion of Johnson County (televisiefilm, 1976) – sheriff Angus
- Captains and the Kings (miniserie, 1976) – Preston
- Barnaby Jones (televisieserie) – verschillende rollen (2 afl., 1976/1977)
- Spencer's Pilots (televisieserie) – sheriff Scruggs (afl. "The Matchbook", 1976)
- The Quest (televisieserie) – Buck (afl. "Day of Outrage", 1976)
- Gemini Man (televisieserie) – Hauser (afl. "Return of the Lion", 1976)
- The Six Million Dollar Man (televisieserie) – Lazarus (afl. "Danny's Inferno", 1977)
- Code R (televisieserie) – Collins (episode 4 februari 1977)
- Baa Baa Black Sheep (televisieserie) – kolonel Ellis (afl. "Last Mission Over Sengai", 1977)
- The Streets of San Francisco (televisieserie) – Arthur 'Artie' Devoe/Barton (afl. "A Good Cop...But", 1977)
- Ransom for Alice! (televisiefilm, 1977) – Toby
- The Oregan Trail (televisieserie) – Dixie Long (afl. "Hannah's Girl", 1977)
- The Incredible Hulk: Death in the Family (televisiefilm, 1977) – sheriff
- How the West Was Won (televisieserie) – verschillende rollen (3 afl., 1978/1979)
- Project U.F.O. (televisieserie) – Barney Tomlinson (afl. "Sighting 4002: The Joshua Flats Incident", 1978)
- Up in Smoke (1978) – Harry (Narc)
- CHiPs (televisieserie) – verschillende rollen (2 afl., 1978/1979)
- B.J. and the Bear (televisieserie) – hulpsheriff Perkins (5 afl., 1978–1979)
- Sword of Justice (televisieserie) – rol onbekend (afl. "Blackjack", 1979)
- The Last Ride of the Dalton Gang (televisiefilm, 1979) – Bill Dalton
- The Misadventures of Sheriff Lobo (televisieserie) – hulpsheriff Perkins (1979–1981)
- Harper Valley P.T.A. (televisieserie) – Uncle Buster (1981–1982)
- Voyagers! (televisieserie) – Friar Tuck (afl. "An Arrow Pointing East", 1982)
- Cujo (1983) – Gary Pervier
- The A-Team (televisieserie) – verschillende rollen (4 afl., 1983/1984, 1987)
- Simon & Simon (televisieserie) – verschillende rollen (2 afl., 1983/1986)
- Fame (televisieserie) – Richard Mendenhall (afl. "Secrets", 1984)
- Cover Up (televisieserie) – Royce (afl. "Murder in Malibu", 1984)
- The Fall Guy (televisieserie) – verschillende rollen (3 afl., 1984–1986)
- Heated Vengeance (1985) – Tucker
- Half Nelson (televisiefilm, 1985) – rol onbekend
- Airwolf (televisieserie) – John Cove (afl. "Eruption", 1985)
- Murder, She Wrote (televisieserie) – verschillende rollen (2 afl., 1985/1987)
- T.J. Hooker (televisieserie) – Ed Jokish (afl. "Return of a Cop", 1985)
- Hunter (televisieserie) – Longmire (afl. "The Big Fall", 1985)
- J. Edgar Hoover (televisiefilm, 1987) – senator McKellar
- In the Heat of the Night (televisieserie) – Dr. Bridgers (afl. "Pilot: Part 1 & 2", 1988)
- Bulletproof (1988) – Colby
- Yellow Pages (1988) – Billy O'Shea
- War and Remembrance (miniserie, 1988) – Chief Derringer (Devilfish)
- She Knows Too Much (televisiefilm, 1989) – Gordon Hecht
- Everybody's Baby: The Rescue of Jessica McClure (televisiefilm, 1989) – Boler
- Prime Target (televisiefilm, 1989) – Fahey
- Blood River (televisiefilm, 1991) – Jake, Logan's Man
- Gunsmoke: To the Last Man (televisiefilm, 1992) – The Horse Trader
- Intruders (televisiefilm, 1992) – Nebraska sheriff

- Gemeinsame Normdatei: 1192228162
- Virtual International Authority File: 8804156565737323500001